# Strona mobilna
Strona mobilna – strona internetowa, która przystosowana jest do wyświetlania na różnorodnych urządzeniach mobilnych mogących komunikować się z globalną siecią za pomocą własnych protokołów bezprzewodowych. Urządzeniami tymi mogą być telefony komórkowe, smartfony czy tablety. Strony mobilne są zazwyczaj uzupełnieniem „zwykłych” stron internetowych.
Strony mobilne przeglądane przy pomocy urządzeń mobilnych spełniają funkcję czysto informacyjną, natomiast aplikacje mobilne to programy, które rozwijają funkcjonalność tych urządzeń oraz działają, nawet gdy użytkownik nie jest podłączony do sieci internetowej.

## Historia
Początkowo strony mobilne były tworzone w protokole WAP (Wireless Application Protocol). Pierwsza wersja tego protokołu powstała już w 1998 roku. Wersja 1.1. powstała rok później, a WAP 2.0 w 2001 roku. Strony mobilne w tym protokole były prostymi stronami tekstowymi i zawierały niewiele informacji. Nie można ich było także przeglądać na komputerze, chyba że za pośrednictwem specjalnego emulatora. Technologia ta nie zdobyła jednak większej popularności. Czynnikami, które negatywnie wpływały na użyteczność stron WAP, to niewielka prędkość transferu, jego wysoka cena, a także obiekcje co do bezpieczeństwa przesyłania danych.
Językiem wykorzystywanym do projektowania mobilnych stron internetowych w protokole WAP jest WML, będący uproszczoną wersją html.
Protokół WAP odszedł w zapomnienie, wraz z pojawieniem się nowoczesnych telefonów komórkowych. Obecnie, prawie każdy telefon komórkowy wyposażona jest w przeglądarkę internetową o możliwościach zbliżonych do przeglądarek dostępnych na komputerach. Dzięki temu mobilne strony internetowe przypominają, pod względem funkcjonalności, tradycyjne witryny. Standardowym językiem programowania mobilnych stron internetowych stał się XHTML Mobile Profile (XHTML-MP).
W 2010 roku, Ethan Marcotte opublikował artykuł „Responsive Web Design” w magazynie A List Apart. Wprowadził on koncepcję projektowania stron, które automatycznie dostosowują się do różnych rozmiarów ekranów i urządzeń, eliminując potrzebę tworzenia oddzielnych wersji mobilnych. RWD opiera się na trzech kluczowych elementach: elastycznych siatkach (fluid grids), elastycznych obrazach (flexible images) oraz zapytaniach medialnych CSS3 (media queries) .

## Responsive Web Design
Responsive Web Design jest obecnie standardem w tworzeniu stron internetowych, pozwala na automatyczne dostosowanie układ i wygląd do rozmiaru ekranu urządzenia, na którym jest oglądana. 21 kwietnia 2015 roku Google  ogłosiło, że strony przyjazne dla urządzeń mobilnych będą miały lepszą pozycję w wynikach wyszukiwania, co dodatkowo przyspieszyło adopcję RWD.